# Коваленковский
Коваленковский — посёлок в Кантемировском районе Воронежской области России.
Входит в состав Осиковского сельского поселения.

## География

### Улицы
- ул. Советская.

## История
По состоянию на 2014 год, в Коваленковском было 22 жилых двора. Летом этого же года в посёлке впервые за 50 лет капитально отремонтировали водопровод.
22 июля 2017 года жители впервые отметили День села. 